# Altyn-Tagh

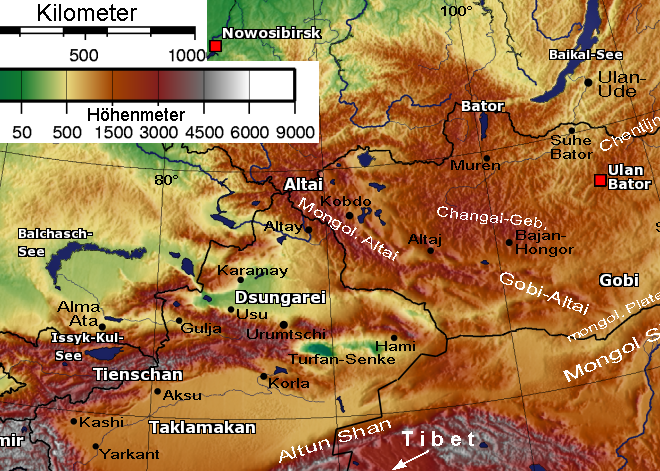
Phần phía đông của Altun Shan nằm ở phía dưới của bản đồ

Altyn-Tagh, Astyn-Tagh, dãy núi Altun, Altun Shan hay A Nhĩ Kim Sơn (tiếng Trung: 阿尔金山; bính âm: Ā'ěrjīnshān; Altyn Tagh có nghĩa là núi Vàng trong ngôn ngữ Turk; bản thân Astyn-
Tagh là một phần của dãy núi phía nam của Lop Nur), là một dãy núi ở tây bắc Trung Quốc phân tách phần phía đông của lòng chảo Tarim với cao nguyên Thanh-Tạng. Một phần ba ở phía tây của dãy núi thuộc Tân Cương trong khi phần phía đông tạo thành ranh giới giữa Thanh Hải ở phía nam và Tân Cương cùng Cam Túc ở phía bắc. Altun Shan cũng là tên của ngọn núi cao 5.830 gần cực đông của dãy.

## Địa lý
Một loạt các dãy núi chạy dọc theo rìa phía bắc của cao nguyên Thanh Tạng. Ở phía tây là dãy núi Côn Lôn. Khoảng nửa đường qua lòng chảo Tarim, nơi các dãy núi bắt đầu định hướng một chút về phía bắc, dãy núi ranh giới trở thành Altyn-Tagh, trong khi Côn Lôn tiếp tục thẳng hướng đông, tạo thành một hình chữ "V". Bên trong chữ "V" có một số lòng chảo nội lục. Cự đông của Altyn-Shan nằm gần tuyến đường Đôn Hoàng-Golmud ở cực tây Cam Túc. Phía đông của Altyn-Tagh các dãy núi ranh giới nâng lên đến Kỳ Liên Sơn.
Dọc theo phía bắc của dãy núi là tuyến thương mại con đường tơ lụa từ Trung Quốc bản thổ đến lòng chảo Tarim và hướng về phía tây. Altun-Tagh và Kỳ Liên Sơn đôi khi được gọi là Nam Sơn bởi chúng nằm ở phía nam tuyến đường chính. Gần cực tây của Altun-Shan, hành lang Hà Tây (hay Cam Túc) kết thúc và con đường tơ lụa bị chia tách. Một nhánh theo Altun-Tagh dọc theo phía nam của lòng chảo Tarim trong khi các nhánh khác đi theo biên phía bắc. Phần tây nam của dãy Altyn-Tagh có các ngọn núi tuyết cao tới 6295 m, mặc dù nó hạ xuống độ cao trung bình 4000 m tại các vùng hẹp giữa và cuối cùng nâng lên đến 5000 m tại đoạn giáp Nam Sơn

## Lòng chảo nội lục gian sơn
Bên trong khu vực chữ "V" giữa Altyn-Tagh và dãy chính Côn Lôn (được gọi là Arka-Tagh) có một số lòng chảo nội lục. Trên địa bàn đông nam Tân Cương, chính trong số các lòng chảo này là lòng chảo Kumkol (tiếng Trung: 库木库里盆地; bính âm: Kùmùkùlǐ Péndì, Hán Việt: Khố Mộc Khố Lý bồn địa)
Hai hồ nước chính của bồn địa này là hồ Aqqikkol (cũng gọi là Ajig Kum Kul, Achak-kum; tiếng Trung: 阿其克库勒湖; bính âm: Āqíkèkùlè Hú; 37°05′N，88°25′E, cao độ 4.250 m elevation) và hồ Ayakkum (tiếng Trung: 阿牙克库木湖; bính âm: Āyákèkùmù hú); 37°30′N，89°30′E; cao độ 3.876 m). Các hồ này là hai trong số các nguồn nước đáng kể của khu vực cực kỳ khô cằn này; khu vực xung quanh chúng được bảo tồn với tên gọi Khu bảo tồn thiên nhiên Altun Shan.
Xa hơn về phía đông, ở tây bắc Thanh Hải, bồn địa Qaidam Basin lớn hơn nhiều bắt đầu từ giữa Altyn-Tagh và Côn Lôn rồi trải rộng ra; Altyn-Tagh phân tách phần phía tây của bồn địa này với sa mạc Kumtagh.

## Các đỉnh chính
Sáu đỉnh chính của Altyn-Tagh là Ak Tag (6748 m), Sulamutag Feng (6245 m), Yusupu Aleketag Shan (6065 m), Altun Shan (5830 m), Muzluktag (5766 m) và Kogantag (4800 m).